# Алдуїн (король лангобардів)
Алдуїн або Авдоїн (†566) — король лангобардів (546—566). Представник дому Гаузі. Захопив трон після вбивства неповнолітнього короля Валтарія.
За його правління лангобарди стали союзниками Візантії після підписання договору з імператором Юстиніаном I. Завдяки тому договору лангобарди зайняли Паннонію. 551 року вони були змушені служити візантійському полководцю Нарсесу та воювати проти остготів в Італії. 552 року Алдуїн відрядив 5000 воїнів для участі в переможній битві з готами на схилах Везувію.
Був одружений з Роделіндою, дочкою короля Тюрингії Германфріда. Його син Альбойн спадкував його трон і привів лангобардів до Італії.